# Яль, Эвелин
Эвелин Яль (девичья фамилия Шлаак) (нем. Evelin Jahl (Schlaak); род. 28 марта 1956, Аннаберг-Буххольц) — немецкая метательница диска, представительница ГДР, чемпионка Европы, победительница и призёр розыгрышей Кубка Европы, победительница розыгрышей Кубка мира, двукратная олимпийская чемпионка, 6-кратная рекордсменка мира.

## Карьера
В 1973 году на чемпионате Европы среди юниоров в Дуйсбурге Шлаак стала победительницей с результатом 60,00 м. Чемпионка Европы 1978 года (66,98 м). Серебряный призёр летней Универсиады 1979 года в Мехико (63,00 м). Чемпионка (1979, 68,92 м) и бронзовый призёр (1981, 67,32 м) розыгрышей Кубка Европы. Победительница розыгрышей Кубка мира 1979 (65,18 м) и 1981 (66,70 м) годов.
На летних Олимпийских играх 1976 года в Монреале Шлаак метнула диск на 69,00 м и стала олимпийской чемпионкой. На следующей Олимпиаде в Москве Яль победила снова, на этот раз с результатом 69,96 м.